# Pont de l'Exposició
El Pont de l'Exposició, també conegut popularment com a Pont de Calatrava o de la Peineta, travessa el Jardí del Túria entre el passeig de la Ciutadella i el passeig de l'Albereda, a la ciutat de València.

## Descripció
El pont actual en substitueix un d'anterior que es construí amb la finalitat d'unir la ciutat amb el recinte de l'Exposició Regional. Aquest fou un dels primers edificis de la ciutat en utilitzar el formigó armat i com la majoria dels edificis de l'Exposició, era d'estil modernista. La riuada de l'any 1957 va destruir aquest pont (o passarel·la) i se substituí per una altra, més anodina.
El pont actual fou dissenyat per l'enginyer i arquitecte Santiago Calatrava, entre els anys 1991 i 1995. És d'acer d'alta resistència i està pintat del blanc lluent típic dels seus edificis. Descansa sobre un únic punt, una biga descomunal arquejada que creua l'antiga llera del riu Túria. L'arc —d'ací la referència a una pinta o peineta en espanyol— té una alçada de 14 metres i contribueix a l'estabilitat del pont, de 26 metres d'ample i quasi 131 metres de llargada. L'arc està inclinat 70 graus sobre el pla horitzontal.

## L'estació de metro

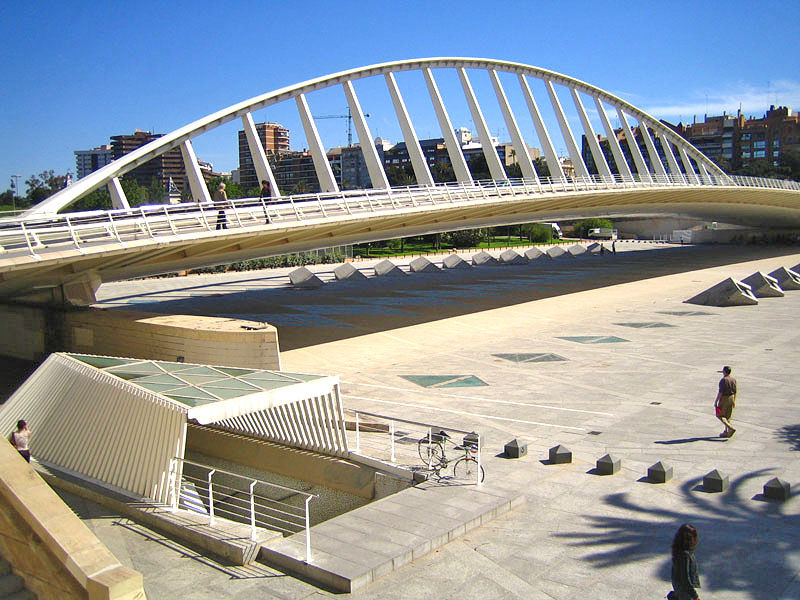
El pont de l'Exposició amb l'entrada a l'estació deAlameda baix.

També és obra de Calatrava l'estació de metro de l'Alameda que hi ha davall del pont i que continua el mateix estil sintètic. Cal destacar que la construcció de l'estació de metro i el pont fou simultània. L'estació es construí al mateix indret, mentre el pont es va aparellar en una zona propera i va ser traslladat després a la ubicació actual damunt de l'estació.